# Notepad2
 (novembre 2020).
Si vous disposez d'ouvrages ou d'articles de référence ou si vous connaissez des sites web de qualité traitant du thème abordé ici, merci de compléter l'article en donnant les références utiles à sa vérifiabilité et en les liant à la section « Notes et références ».
Notepad2 est un éditeur de texte libre s'appuyant sur le composant logiciel Scintilla.

## Fonctions
- La coloration syntaxique (HTML, XML, CSS, JavaScript, VBScript, Perl/CGI, ActionScript 2.0, C/C++, C#, Ressources, Java, Make, Visual Basic, Pascal, Assembleur, SQL, Python, NSIS ainsi que pour les fichiers de configuration et pour les commandes Windows) ;
- La numérotation des lignes ;
- La personnalisation facile des couleurs, syntaxiques mais aussi de l'interface du logiciel ;
- L'affichage des caractères invisibles (activable) ;
- La mise en retrait automatique ;
- Le complètement automatique (autocomplétion) du HTML ;
- Les conversions majuscules/minuscules, tabulations/espaces, ANSI/OEM et UNICODE.